# Гіллсборо (переписна місцевість, Нью-Гемпшир)
Гіллсборо (англ. Hillsborough) — переписна місцевість (CDP) в США, в окрузі Гіллсборо штату Нью-Гемпшир. Населення — 2156 осіб (2020).

## Географія
Гіллсборо розташоване за координатами 43°6′51″ пн. ш. 71°53′57″ зх. д. / 43.11417° пн. ш. 71.89917° зх. д. (43.114102, -71.899202).  За даними Бюро перепису населення США в 2010 році переписна місцевість мала площу 4,21 км², уся площа — суходіл. В 2017 році площа становила 5,03 км², уся площа — суходіл.

## Демографія
Згідно з переписом 2010 року, у переписній місцевості мешкало 1976 осіб у 823 домогосподарствах у складі 492 родин. Густота населення становила 469 осіб/км².  Було 933 помешкання (221/км²).
Расовий склад населення:
| - 95,2 % — білих - 0,8 % — азіатів - 0,7 % — чорних або афроамериканців - 0,3 % — корінних американців - 0,1 % — вихідців з тихоокеанських островів |

До двох чи більше рас належало 2,5 %. Частка іспаномовних становила 1,7 % від усіх жителів.
За віковим діапазоном населення розподілялося таким чином: 25,5 % — особи молодші 18 років, 62,3 % — особи у віці 18—64 років, 12,2 % — особи у віці 65 років та старші. Медіана віку мешканця становила 35,0 року. На 100 осіб жіночої статі у переписній місцевості припадало 94,1 чоловіків;  на 100 жінок у віці від 18 років та старших — 92,3 чоловіків також старших 18 років.
Середній дохід на одне домашнє господарство  становив 64 048 доларів США (медіана — 41 750), а середній дохід на одну сім'ю — 75 500 доларів (медіана — 75 526). Медіана доходів становила 55 194 долари для чоловіків та 33 203 долари для жінок. За межею бідності перебувало 2,5 % осіб, у тому числі 0,0 % дітей у віці до 18 років та 0,0 % осіб у віці 65 років та старших.
Цивільне працевлаштоване населення становило 668 осіб. Основні галузі зайнятості: роздрібна торгівля — 34,4 %, публічна адміністрація — 15,3 %, освіта, охорона здоров'я та соціальна допомога — 15,0 %.